# 维斯玛-Lease a Bike车队
维斯玛-Lease a Bike车队（Team Visma–Lease a Bike，UCI隊碼：TVL）是一支荷兰职业公路自行车队，由挪威软件公司维斯玛主赞助。车队于1996—2012年间名为荷兰合作银行车队（Rabobank，又音译拉波银行车队），2019—2023年间名为珍宝-维斯玛，并于2023年包揽了环意、环法、环西总冠军，是首支包揽同一年三大环赛总冠军的车队。

## 车队历史
1983年，荷兰TI-罗利车队解散，扬·拉斯带着原队近一半的车手自立Kwantum车队。1996年起，荷兰合作银行成为主赞助商。受到职业自行车界连续曝光的兴奋剂丑闻影响，特别是2012年兰斯·阿姆斯特朗被确认服用禁药之后，荷兰合作银行于2012年10月宣布退出赞助，公司在声明中表示“不再相信国际职业自行车会是一项干净公平的运动”，当时它每年给车队的赞助费达1500万欧元。
车队在失去荷兰合作银行的赞助后进入了低迷期，理查德·普吕赫（Richard Plugge）接手车队经理并着手重建。2013—14年间，美国公司贝尔金短暂接手赞助了一年。2014年，车队获得荷兰乐透（LottoNL）和珍寶超市赞助，更名为荷兰乐透-珍宝车队，队服改成黄色的主色调。
2016年，重建中的车队在环意自行车赛看到了希望，史蒂文·克鲁伊斯韦克在赛事后半段一度保持领先，但在倒数第三赛段下坡时撞上冰墙错失总冠军。车队之后开始补强副将阵容，招入多名山地和冲刺好手。2018赛季后，荷兰乐透赞助期终止，挪威软件公司维斯玛加入，车队更名为珍宝-维斯玛车队。
2019年，车队的投入开始获得回报，旗下的普里莫日·羅格里奇赢得环西自行车赛冠军，为车队首次夺得三大自行車環賽冠军。2022年，喬納斯·溫格高为车队赢得首个环法自行车赛冠军。2023年，车队展现出统治性的实力，车手普里莫日·羅格里奇赢下环意，约纳斯·温格高赢下环法，塞普·库斯赢下环西，创造了首支包揽同一年三大环赛车队的记录。

## 主要成绩
- 环法自行车赛总冠军：约纳斯·温格高（2022，2023）
- 环西自行车赛总冠军：丹尼斯·门乔夫（俄语：Меньшов,_Денис_Николаевич）（2007（英语：2007 Vuelta a España）），普里莫日·羅格里奇（2019—2021），塞普·库斯（2023）
- 环意自行车赛总冠军：丹尼斯·门乔夫（俄语：Меньшов,_Денис_Николаевич）（2009（英语：2009 Giro d'Italia）），普里莫日·羅格里奇（2023）